# Dhami
Lo Stato di Dhami fu uno stato principesco del subcontinente indiano. La sua capitale era Halog e lo stato aveva un'area di 73 km2 nel 1941 ed una popolazione di 5114 persone.  In 1948 Dhami was made a part of Himachal Pradesh.

## Storia
I primi ad insediarsi della regione erano dei cheuhan da Delhi dopo l'invasione di Muhammad Ghori nel XII secolo. Lo stato fu feudatario dello stato principesco di Bilaspur sino al 1815, quando la Compagnia britannica delle Indie orientali formalmente riconobbe lo stato come entità indipendente col grado di sanad. Il riconoscimento venne garantito come conseguenza del supporto ottenuto durante la rimozione dell'influenza dei gurkha dalle colline di Simla tra il 1803–1815 quando anche lo stato di Dhami venne occupato dal Nepal. I regnanti di Dhami mantennero il loro supporto agli inglesi anche durante i moti indiani del 1857.
Il successore di Govardhan Singh fu suo figlio Fateh Singh, il quale venne a sua volta succeduto da suo figlio, Hira Singh, nel 1894, il quale venne creato compagno dell'Ordine dell'Impero indiano in riconoscimento al suo impegno nel supportare la causa britannica durante la prima guerra mondiale. Hira nel 1920 venne succeduto da suo figlio, Dalip Singh, il quale regnò sino al 1947 quando lo stato entrò a far parte della repubblica indiana, cessando di esistere come entità a sé stante.

### Regnanti
I regnanti di Dhami avevano il titolo di Rana.
- 1815 – 1868                Govardhan Singh                    (n. c.1802 – m. 1868)
- 1868 – 1894                Fateh Singh                        (n. 1855 – m. 1894)
- 1894 – gennaio 1920            Hira Singh                         (n. 1878 – m. 1920)
- gennaio 1920 – 15 agosto 1947     Dhalip Singh                       (n. 1908 – m. 1987)